# 北ドイツ連邦

北ドイツ連邦
Norddeutscher Bund (ドイツ語)

国歌: Die Wacht Am Rhein（ドイツ語）
ラインの護り（非公式）

北ドイツ連邦の領域（赤色）

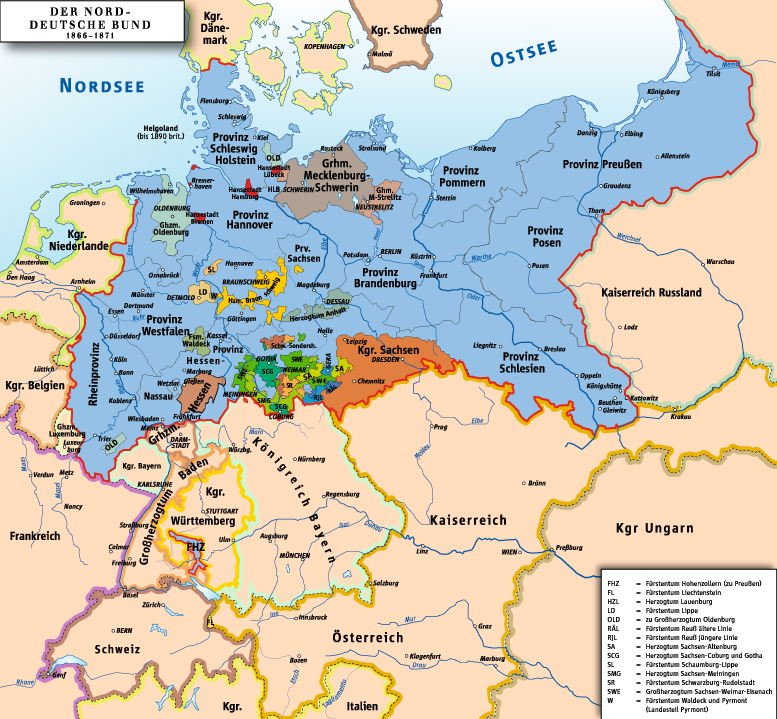
北ドイツ連邦の地図

北ドイツ連邦（きたドイツれんぽう、ドイツ語: Norddeutscher Bund）は、1867年4月26日にドイツ北部のプロイセン王国を主体に22の領邦から成立した連合体を指す。1871年のドイツ帝国（ドイツ国）の母体となり、機構の大部分は引き継がれた。
なお北ドイツ連邦は連邦国家（独:Bundesstaat）ではなく、領邦や自由都市の緩やかな連合体すなわち国家連合 （独:Staatenbund）であるとし、北ドイツ同盟と訳す考えもある。

## 背景および制度
普墺戦争に勝利したプロイセン王国は、オーストリアの主導するドイツ連邦を解体し、ドイツ関税同盟によってかねてから結びつきの強かったドイツ北部諸邦と連合する連邦国家を成立させた。連邦主席（de:Bundespräsidium）はプロイセン国王が務め、宣戦・講和・条約締結ならびに陸海軍を指揮する権利を占有した。北ドイツ連邦の連邦宰相はプロイセン首相であるオットー・フォン・ビスマルクが務め、また連邦参議院議長も兼任した。プロイセン王国だけで国土・人口の8割以上を占めたが、主権は各領邦に残された。ビスマルクは各邦有鉄道の統一を試みるがついにかなわず、ワイマール憲法まで実現は待たなければならなかった。バイエルン王国を中心とするドイツ南部の諸邦には反プロイセン・親オーストリアの気風があったため、ビスマルクはまずオーストリアを除く小ドイツ主義によるドイツ統一を目指した。バイエルンには帝国郵便の本拠レーゲンスブルクがあった。
連邦政府の組織としては、諸邦の代表による連邦参議院と男子普通・直接選挙による連邦議会があり、連邦議会は立法権および予算審議権を有したが、内閣は存在せず、事実上主席と宰相が認めない限り何一つ決定できない仕組みだった。北ドイツ連邦の存続期間を通して、連邦主席はヴィルヘルム1世、連邦宰相はビスマルクであった。

## 加盟諸邦
- プロイセン王国
- ザクセン王国
- メクレンブルク＝シュヴェリーン大公国
- ザクセン＝ヴァイマル＝アイゼナハ大公国
- メクレンブルク＝シュトレーリッツ大公国
- オルデンブルク大公国
- ブラウンシュヴァイク公国
- ザクセン＝マイニンゲン公国
- ザクセン＝アルテンブルク公国
- ザクセン＝コーブルク＝ゴータ公国
- アンハルト公国
- シュヴァルツブルク＝ルードルシュタット侯国
- シュヴァルツブルク＝ゾンダースハウゼン侯国
- シャウムブルク＝リッペ侯国
- リッペ侯国
- ヴァルデック侯国
- ロイス＝グライツ侯国
- ロイス＝ゲーラ侯国
- 自由ハンザ都市リューベック
- 自由ハンザ都市ブレーメン
- 自由ハンザ都市ハンブルク
- ヘッセン大公国、現ヘッセン州のマイン川以北領地

## 北ドイツ連邦に加盟しなかった他の主なドイツ諸邦
- バイエルン王国
- ヴュルテンベルク王国
- バーデン大公国
- ヘッセン大公国の南部領地